# Dominikowice (województwo łódzkie)
Dominikowice – wieś w Polsce, położona w województwie łódzkim, w powiecie poddębickim, w gminie Poddębice.
W XIX w. wieś w gminie Niewiesz powiatu tureckiego guberni kaliskiej.
Za II RP siedziba gminy Niewiesz. W latach 1954–1958 wieś należała i była siedzibą władz gromady Dominikowice, po jej zniesieniu w gromadzie Niewiesz. W latach 1975–1998 miejscowość administracyjnie należała do województwa sieradzkiego.
6 września 1939 wojska niemieckie wkraczając do wsi podpalały zabudowania i zabijały mieszkańców. Niemcy zabili 29 osób.
Po walkach w dniach 6–10 września 1939 r., w miejscowym parku podworskim, pochowano 88 żołnierzy niemieckich z 30 i 221 Dywizji Piechoty, którzy walczyli z Polakami z Armii „Poznań” o Uniejów i Balin. W dniach 8–12 czerwca 2000 r. Fundacja „Pamięć” spowodowała ekshumację szczątków 35 zabitych i przeniesienie ich na wydzielony dla tej strefy terytorialnej cmentarz niemiecki. Dalszy ciąg tej ekshumacji miał nastąpić w 2006 r. Dwór w Dominikowicach posiadał wąskotorowe połączenie kolejowe z dworem w Biernacicach.
W Dominikowicach urodził się Antoni Grubski (1896–1974), kawaler Orderu Virtuti Militari.